# Niko Ott
Niko Ott (født 9. juli 1945 i Konstanz) er en tysk tidligere roer og olympisk guldvinder.
Ott roede for RV Neptun Konstanz og blev vesttysk mester i toer med styrmand i 1967 samt i firer med styrmand i 1968. Denne båd blev derpå udtaget til OL 1968 i Mexico City, hvor de ikke kvalificerede sig til A-finalen; på grund af sygdom blandt bådens besætning stillede de ikke op i B-finalen.
Med ved de samme lege var også den succesrige vesttyske otter, der vandt deres indledende heat ret sikkert. Imidlertid blev en af bådens roere, Roland Böse, ramt af sygdom og kunne ikke stille op i finalen. I hans sted blev Ott hentet ind, og han var dermed med til at blive olympisk mester, da vesttyskerne vandt med næsten et sekund foran nummer to, Australien, mens Sovjetunionen var yderligere godt et sekund efter på tredjepladsen. De vesttyske guldvindere var foruden Ott Horst Meyer, Dirk Schreyer, Wolfgang Hottenrott, Egbert Hirschfelder, Lutz Ulbricht, Jörg Siebert, Rüdiger Henning og styrmand Gunther Tiersch. For guldmedaljen blev otteren udnævnt som årets vesttyske hold, og de bar OL-flaget ind ved åbningsceremonien ved OL 1972 i München.

## OL-medaljer
- 1968:  Guld i otter